# Museu do Brinquedo da Madeira
O Museu do Brinquedo da Madeira, geralmente conhecido como Museu do Brinquedo, é um museu português dedicado ao brinquedo localizado na cidade do Funchal, na Madeira, no imóvel conhecido como Armazém do Mercado.
O espólio consta de cerca de vinte mil peças, as mais antigas datando do início do século XIX. As peças são provenientes da própria região, assim como de Portugal Continental, Reino Unido, Alemanha e França. A exposição permanente é composta por cerca de seis mil peças, expostas em sete salas: Brinquedos Portugueses; Miniaturas Automóveis, Camiões e outros veículos; Star Wars, Action Man e outras peças de colecção; Super Heróis e Micro Machines; a Sala de Jogos com um carácter mais educativo, e futuramente dedicada aos jogos interactivos. Encontrando-se ainda em fase de montagem a Sala das Bonecas. A maioria do espólio proveio do fundador, José Manuel Borges Pereira, grande coleccionador de brinquedos, contando ainda com colecções cedidas pelas famílias de Alberto Figueira Jardim, Maurício Fernandes e João Aires Barreto. 
O museu abriu ao público em abril de 2003, inicialmente no sítio dos Barreiros, no Funchal, por iniciativa do arquitecto José Manuel Borges Pereira, funcionando nesse espaço até 2014. Em Janeiro de 2015, reabriu num novo espaço, ocupando todo o segundo andar de um edifício do século XVIII, conhecido como Armazém do Mercado, à Rua Latino Coelho, nas imediações da Zona Velha. Todo esse espaço, anteriormente constituído por casa, fábrica e armazém, fora então recentemente recuperado, com projecto do arquitecto Paulo David. Até 2025, a gestão do espaço está a cargo da empresa Francisco Costa e Filhos, SA, proprietária do imóvel.